# Seznam unitářských osobností
Ačkoli unitáři představují početně malou denominaci (náboženskou společnost), v jejich řadách se v minulosti vyskytovala řada známých osobností. Ne všichni známí unitáři ale patřili do řad organizovaného unitářství. Například propagátor antritrinitářských (unitářských) myšlenek Michael Servet žádnou kolektivní společnost nezaložil, také kvůli pronásledování, jemuž byl vystaven od katolíků i protestantů. Jeho život nakonec předčasně skončil na hranici. Isaac Newton  se podle svých životopisců v soukromí hlásil k unitářskému pohledu na křesťanství, veřejně však tyto ideje nehlásal, aby neohrozil své společenské postavení v Británii. Třetí americký prezident Thomas Jefferson navázal přátelský vztah k unitářskému teologovi Josephu Pristleymu a hlásil se k jeho teologii , organizovaným unitářem však nebyl. V USA např. před založením Americké unitářské asociace (American Unitarian Association – AUA) v roce 1825 mohli občané hlásat či vyznávat unitářské ideje v liberálních sborech stávajících církví, mimo jiné v církvi kongregační či episkopální. Právě tito lidé či sbory nakonec přispěli ke zrodu samostatné AUA. 

## Ve světě
- John Adams st. – 2. prezident USA
- Ralph A. Alpher – fyzik, významný badatel v oblasti teorie Velkého třesku
- Béla Bartók – hudební skladatel [3]
- Alexander Graham Bell – fyzik, vynálezce telefonu
- Tim Berners-Lee – informatik, vynálezce World Wide Web [4]
- Ray Bradbury – spisovatel
- William Cohen – ministr obrany ve vládě prez. Billa Clintona, čelný politik demokratů
- Charles Darwin – biolog, tvůrce evoluční teorie; vyrostl v unitářské rodině [5] [6]
- John Dewey – filozof a pedagog
- Ralph Waldo Emerson – básník, filozof, spisovatel, představitel hnutí transcendentalistů
- Benjamin Franklin – vědec, spisovatel, americký státník
- Robert Fulghum – spisovatel [7] [8]
- Francis Bret Harte – spisovatel
- Nathaniel Hawthorne – spisovatel
- Julia Wardová Howeová – básnířka, spisovatelka
- Neville Chamberlain – britský politik a premiér v letech 1937–1940
- Thomas Jefferson – polyhistor a 3. prezident USA [2]
- John Locke – filozof, lékař a politický myslitel [9]
- Henry Wadsworth Longfellow – spisovatel [10]
- Charles Lyell – jeden ze zakladatelů moderní geologie
- Ramsay MacDonald – britský labouristický politik a premiér [11] [9]
- Horace Mann – pedagog, tvůrce amerického veřejného školství
- Herman Melville – spisovatel
- Robert Andrews Millikan – fyzik, držitel Nobelovy ceny
- Samuel F. B. Morse – fyzik, tvůrce Morseovy abecedy
- Isaac Newton – fyzik, matematik, astronom a filozof [1]
- Florence Nightingalová – reformátorka ve zdravotnictví
- Joseph Priestley – fyzik, objevitel kyslíku, unitářský kazatel
- William Howard Taft – 23. prezident USA
- Henry David Thoreau – filozof, spisovatel, představitel hnutí transcendentalistů
- Michael Servetus – geograf, matematik, teolog, lékař a objevitel malého krevního oběhu [12]
- Albert Schweitzer – lékař, filosof, varhaník
- Adlai Stevenson – americký demokratický státník, protikandidát D. D. Eisenhowera v prezidentských volbách v l. 1952 a 1956 [13]
- Kurt Vonnegut – spisovatel a ilustrátor [14]

## Česká republika
Jedná se o výběr veřejně činných osobností spjatých s českou Unitarií (ne všichni v ní ovšem setrvali).
- Norbert Fabián Čapek – duchovní, spisovatel, psycholog, zakladatel českého unitářství
- Mája Veronika Čapková – spoluzakladatelka českého unitářství
- Charlotta Garrigue Masaryková – žena T. G. Masaryka
- Karel Hašpl – zakladatel českého unitářství, unitářský publicista
- Bohdana Čapková-Hašplová – unitářská duchovní
- Jiřina Chudková – lingvistka, autorka knihy duchovních promluv
- Dušan Kafka – bývalý unitářský duchovní
- Michal Kohout – architekt, odborný spisovatel, univerzitní pedagog
- Radovan Lovčí – historik, spisovatel
- Boris Merhaut – spisovatel, novinář, jogín a překladatel
- Otakar Mikeš – autor publikací o Náboženství Moudrosti [15]
- Zdeněk Neubauer – biolog, filosof a spisovatel
- Jiří Olšovský – básník, filozof, anglista, odborný pracovník Masarykova ústavu AV ČR [16] [17]
- Jiří Palka – bývalý unitářský duchovní, autor publikací o reinkarnaci [18]
- Luděk Pivoňka – unitářský duchovní a publicista
- Jarmila Plotěná – unitářská duchovní a výtvarnice
- Jiří Scheufler – pěvec a autor duchovních publikací
- Petr Samojský – unitářský duchovní a spisovatel
- Jan Schwarz – teolog, novinář, spisovatel, bývalý politický vězeň kom. režimu a 7. husitský patriarcha [19] [20]
- Jaroslav Šíma – kazatel a autor unitářských publikací
- Jana Tichá – odborná spisovatelka v oblasti architektury [21]
- Eduard Tomáš – jogín a mystik, spisovatel duchovní literatury, působil v Pražské obci unitářů v 60. letech 20. století
- Jindřich Uzel – biolog a spisovatel
- Jiří Vacek – mystik, spisovatel a učitel duchovní cesty
- Ruth Jochanan Weiniger – překladatelka, publicistka, univerzitní pedagožka
- Josef Wolf – etnolog, univerzitní pedagog, autor řady odborných knih [22][23]